# Steve Vai

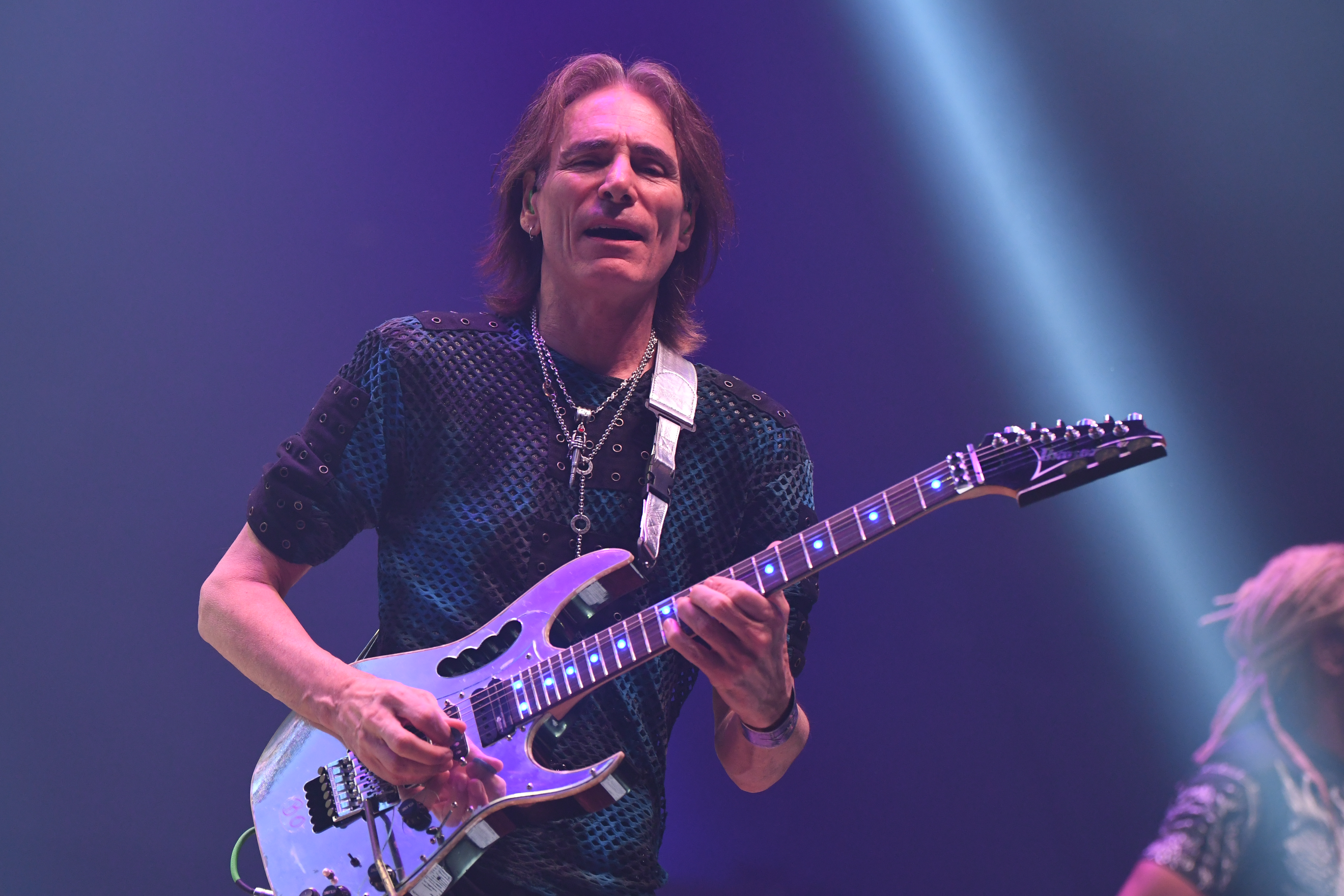
Steve Vai bei einem Konzert in Wrocław (2022)

Steve-Vai-Logo

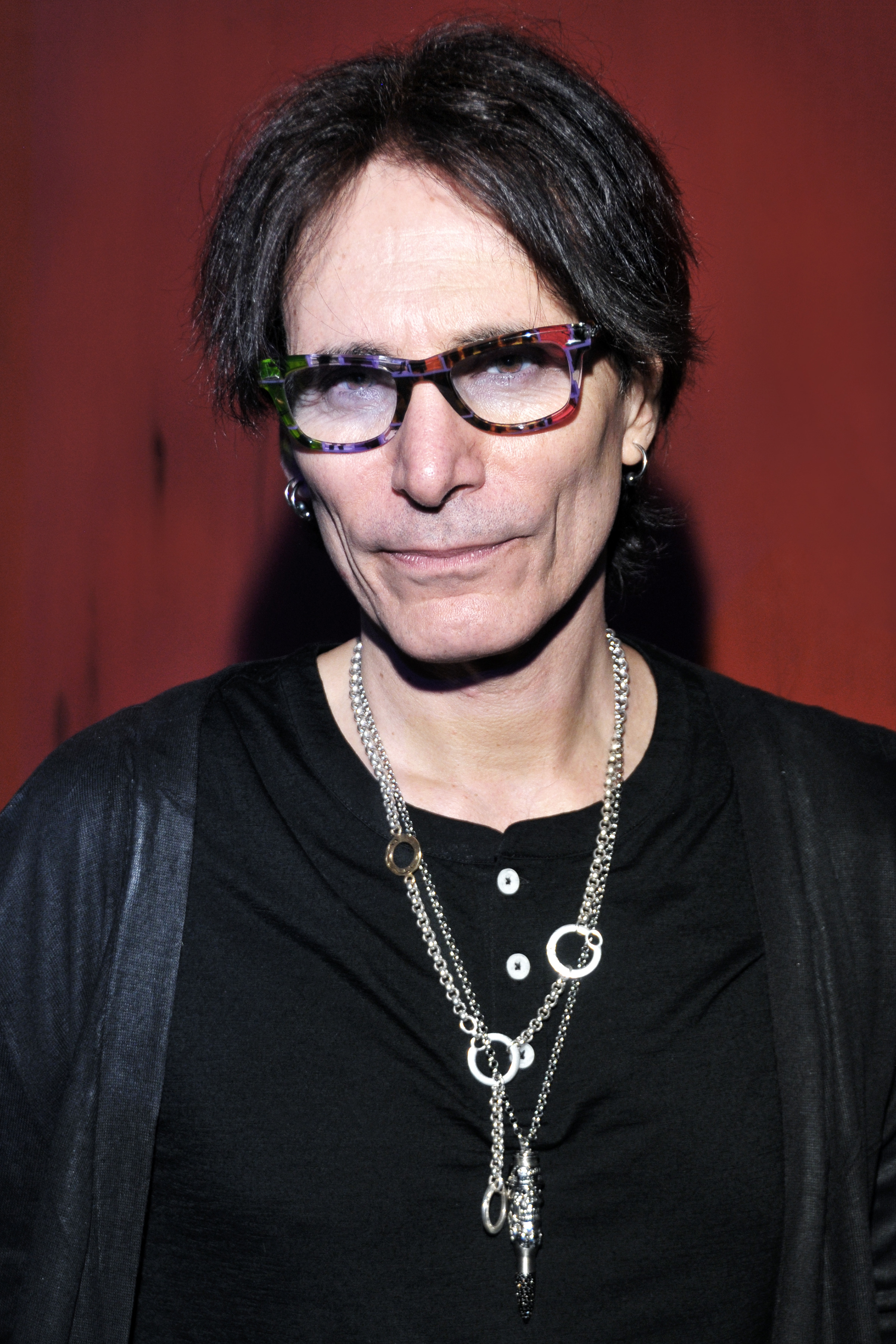
Porträtfoto von Steve Vai (2015)

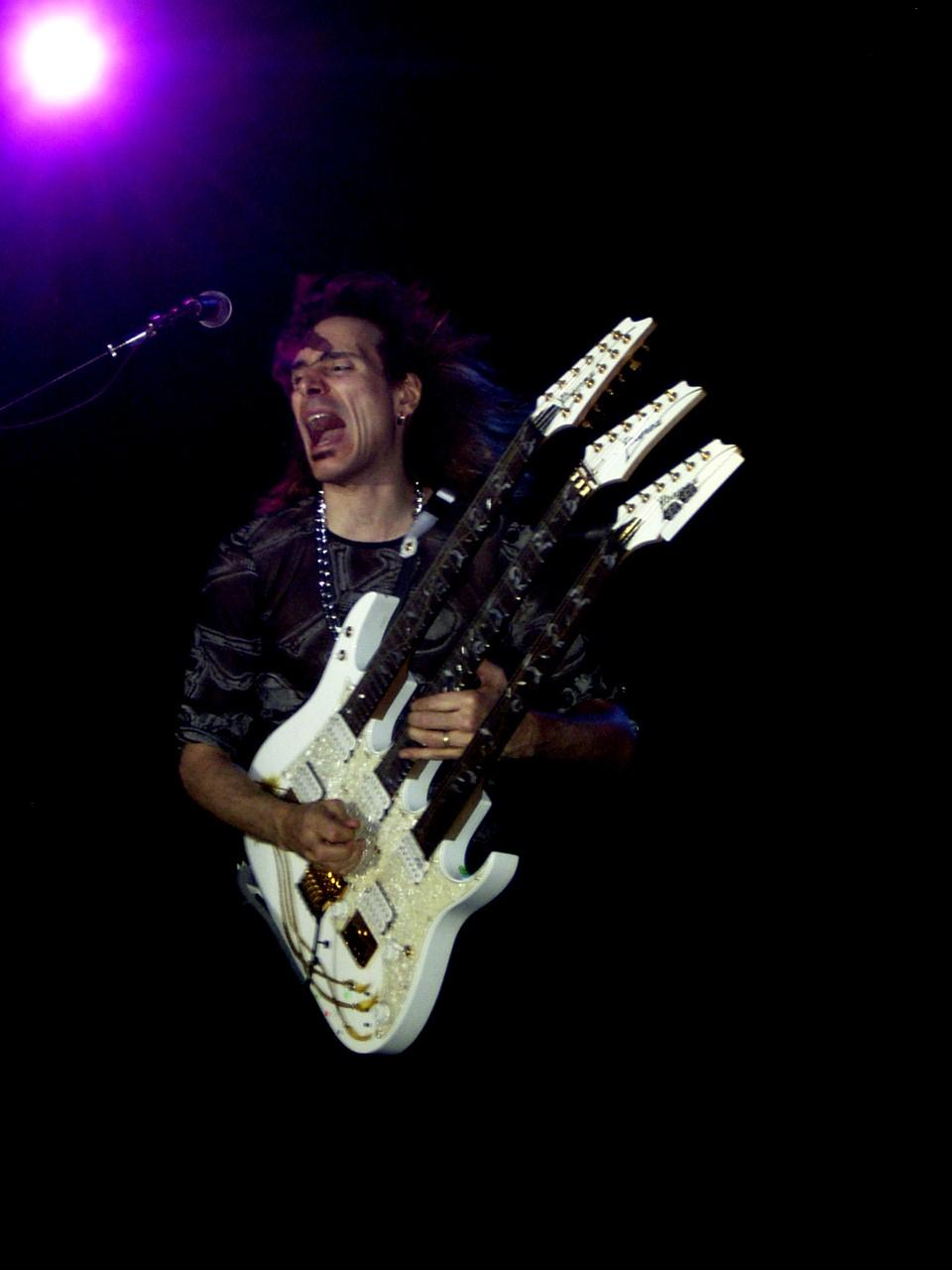
Steve Vai 2004 mit Dreifach-Hals-E-Gitarre

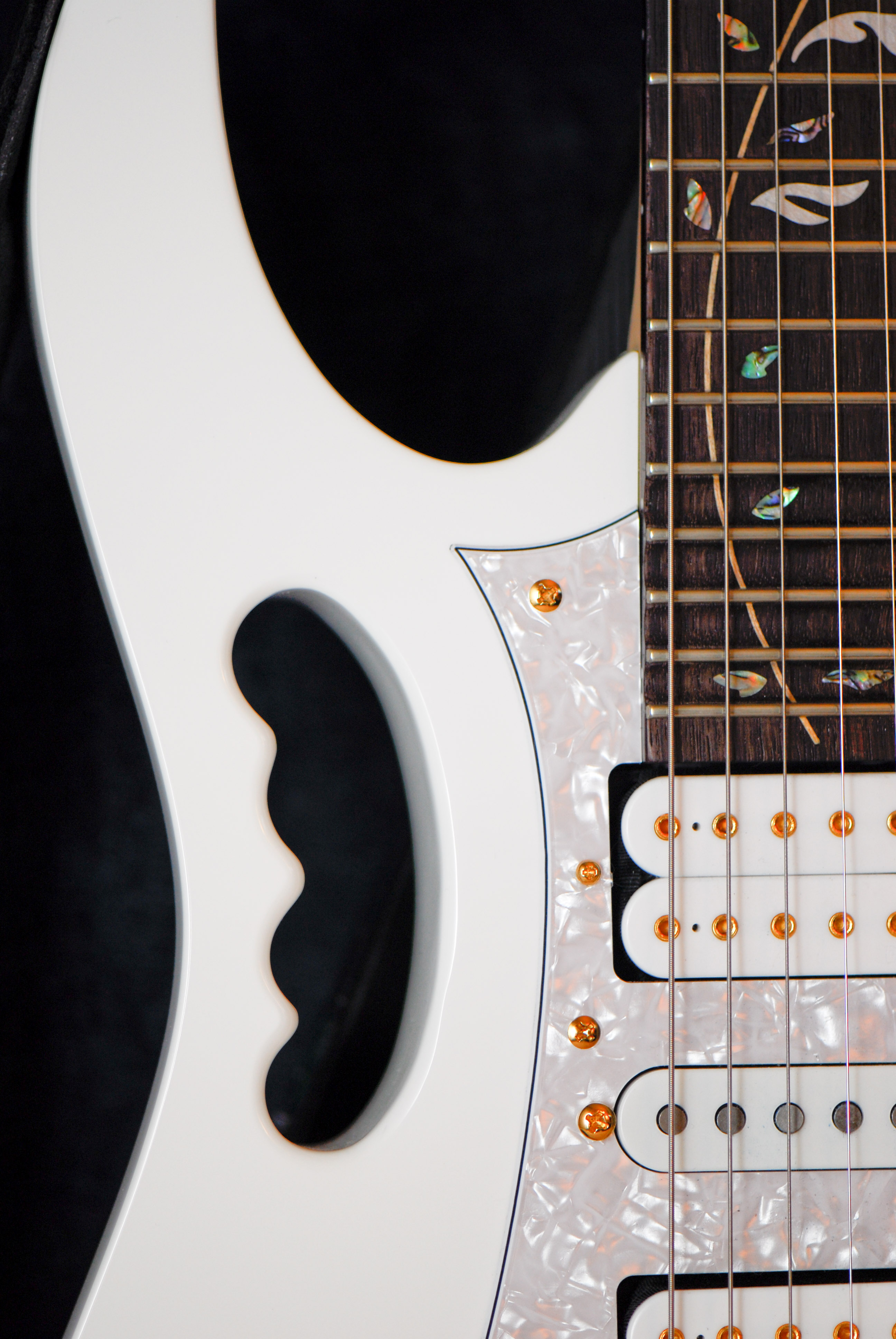
Korpus-Tragegriff und Griffbretteinlagen einer Ibanez JEM

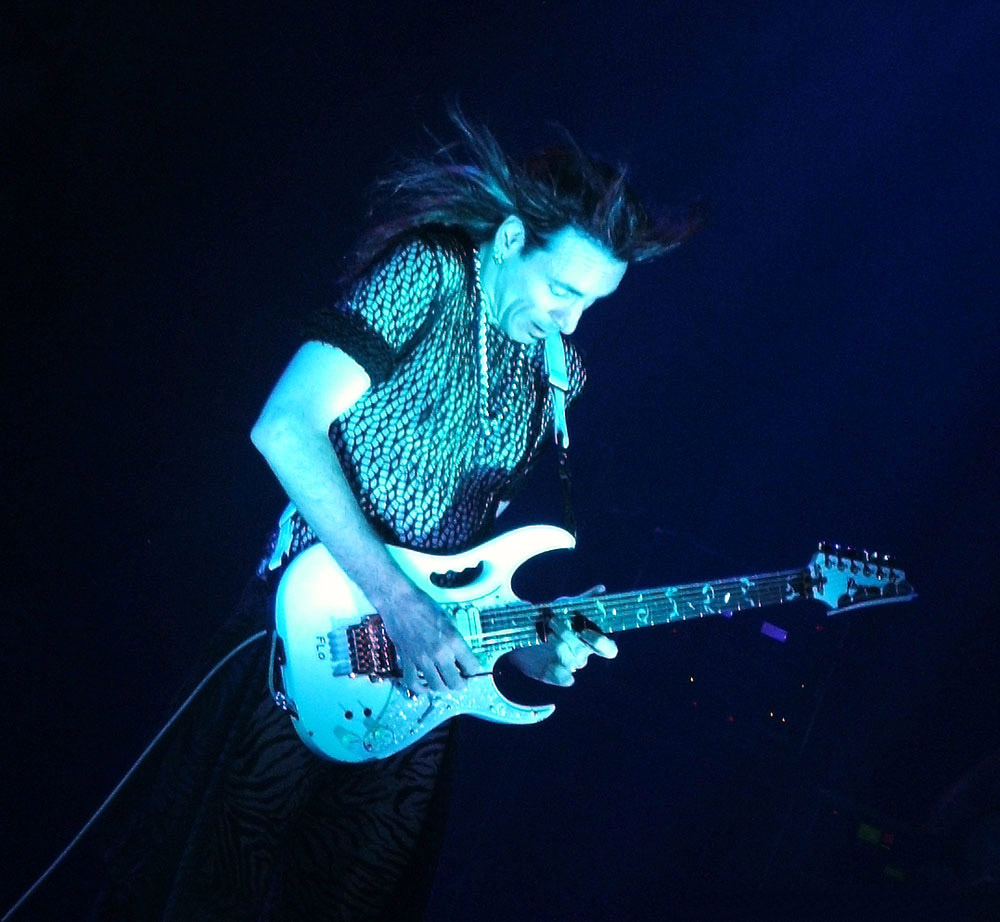
Steve Vai mit Ibanez-JEM-E-Gitarre in Mailand (Alcatraz), 25. September 2005

Steven Siro Vai (* 6. Juni 1960 auf Long Island, New York) ist ein US-amerikanischer Gitarrist, Komponist und Produzent. Erste größere Bekanntheit erlangte er ab Anfang der 1980er-Jahre in der Band von Frank Zappa – aufgrund seiner Virtuosität von diesem als „Stunt-Gitarrist“ bezeichnet – und anschließend als Gitarrist für David Lee Roth. Vai ist seit Jahren Endorser für Ibanez, Solokünstler und dreifacher Grammy-Award-Träger.

## Leben und Werk
Steve Vai begann früh mit dem Gitarrenspiel und bekam ab seinem 13. Lebensjahr für einige Jahre Unterricht von Joe Satriani, der in der Nachbarschaft wohnte und selbst nur vier Jahre älter als Vai ist. Seine erste Band gründete er im Alter von sieben Jahren.
Vai zeichnet sich durch seine Technik, Schnelligkeit und Virtuosität im Gitarrenspiel aus – Frank Zappa bezeichnete ihn in Anspielung darauf als „Stuntplayer“ und „Little Italian Virtuoso“ und machte den damals Zwanzigjährigen in seinem Ensemble zuständig für „Strat Abuse“ (deutsch: „Strat-Missbrauch“) und „Impossible Guitar Parts“ („unmöglich[e] [zu spielende] Gitarren-Stimmen“). Zappa wurde auf Vai durch dessen Transkriptionsfähigkeit aufmerksam: Vai schickte Zappa Transkriptionen von Zappas Gitarrensoli, die vor allem in rhythmischer Hinsicht eine enorme Komplexität aufweisen. Nicht zuletzt kam er aufgrund seiner außerordentlichen Spielfertigkeit und Experimentierfreudigkeit hinter das Geheimnis der Soli Eddie Van Halens, die mit dem so genannten Tapping gespielt wurden. Vai war als Transkripteur für die amerikanische Fachzeitschrift Guitarplayer tätig. Unter anderem schrieb er die Notenschrift von Allan Holdsworths Solo in Devil take the Hindmost nieder.
Vais typische Stilmittel sind unter anderem seine ausdrucksstarken Slides und sein markantes Vibratospiel, das er aufgrund der kreisenden Bewegungen auch Circle Vibrato nennt. Damit erzeugt er teils bizarre Effekte sowie nie dagewesene Klangfarben und verbindet diese mit gefühlvollen Phrasierungen. Kompositorisch setzt Vai auf Elemente aus Rock, Fusion, Blues sowie Klassik, modale Klänge und vertrackte Rhythmik. Im Laufe der Jahre wurde Steve Vai zunehmend dem Mainstream zugänglich.
Steve Vai graduierte 1979 am Berklee College of Music und beschäftigte sich insbesondere mit der Transkription von Frank-Zappa-Stücken. Dabei verfolgte er bewusst das Ziel, eines Tages in der Band Frank Zappas zu spielen und Zappa von seinem Können zu überzeugen. Vom Berklee College Oof Music bekam er 2000 die Ehrendoktorwürde verliehen. Auf ihn gehen zwei innovative E-Gitarrenmodelle zurück, die er in Zusammenarbeit mit der Firma Ibanez entwickelte: Das 1987 vorgestellte Modell Ibanez JEM und das 1989 präsentierte siebensaitige Modell Universe, das mit einer zusätzlichen tiefen H-Saite versehen wurde. Damit hat er ein Konzept, das zuvor hauptsächlich vom Jazzgitarristen George Van Eps verwendet wurde, auf die moderne Rockgitarre übertragen. Seine Signature-Modelle sind grundlegend moderne Varianten der Fender Stratocaster, die mit zwei Humbuckern und einem Single Coil versehen sind und mittels spezieller Verschaltung der Tonabnehmer viele Klangvarianten ermöglichen (auch als „Superstrat“ bezeichnet). Darüber hinaus ist Vai an einigen Details der äußeren Gestaltung der Ibanez-JEM-Gitarrenmodelle zumindest beteiligt. Ibanez veröffentlichte mehrere von ihm gestaltete Sonderausgaben des Modells.
Ab 1986 gehörte Vai neben Billy Sheehan und Gregg Bissonette zur Band um David Lee Roth, mit dem er die Alben Eat ’Em and Smile und Skyscraper aufnahm. Besondere Aufmerksamkeit erlangte er durch den Titel Yankee Rose, in dessen Intro Steve Vai seine Gitarre einen „Dialog“ mit dem Sänger führen lässt. An der Art, wie Vai die Töne phrasiert, lässt sich durch Roths „Antworten“ mit etwas Fantasie verstehen, was die Gitarre im Dialog „sagt“. Der Gitarrist verließ die Band 1989 und wurde als Ersatz für Vivian Campbell zu Whitesnake geholt, mit denen er das Album Slip of the Tongue aufnahm. Da der auch am Songwriting beteiligte Adrian Vandenberg wegen einer Armverletzung nicht spielen konnte, spielte Vai sämtliche Gitarrenparts für das Album ein.
Im Februar 2000 gründete er sein eigenes Musiklabel namens Favored Nations Entertainment.
Ab 2005 arbeitete Vai zweimal mit holländischen Orchestern zusammen, dem Holland Metropole Orkest im Juli 2005 (aufgezeichnet für die DVD Visual Sound Theories) und mit dem Noord Nederlands Orkest im Oktober 2010 (gesendet vom holländischen Radio im März 2011). „Diese Möglichkeit für ein großes Orchester zu schreiben, die Vai in den letzten Jahren nutzte, schließt den Kreis zum Anfang seiner Solokarriere, seinen Jahren mit Frank Zappa und dem ersten Stück seines Debüt-Albums flex-able (1984).“
Vai hatte Einfluss auf eine ganze Generation von Musikern und wurde siebenmal für den Grammy nominiert, den er erstmals 1993 als Künstler für die beste Rock Instrumental Performance für den Titel Sofa (zu hören auf Zappa’s Universe) gewann und 2002 als Produzent in der Kategorie „Best Pop Instrumental Album“ für das bei Favored Nations erschienene No Substitutions von Larry Carlton und Steve Lukather ein weiteres Mal erhielt. Daneben bekam er zahlreiche Auszeichnungen namhafter Fachzeitschriften. In der dem Grammy zugrundeliegenden Organisation, der National Academy of Recording Arts and Sciences, ist Vai zudem im Aufsichtsrat tätig.
2012 erschien nach sieben Jahren sein achtes Studioalbum The Story of Light, welches er mit der The Story of Light World Tour avancierte. Nach Modern Primitive (2016) veröffentlichte Vai 2022 sein 10. Studio-Album Inviolate. Das Werk umfasst neun Stücke, die mit der außergewöhnlichen Gitarre The Hydra eingespielt wurden. Das Instrument wurde in Zusammenarbeit mit dem Hersteller Ibanez entwickelt und verfügt über drei Hälse. Der erste Hals ist mit zwölf Saiten bespannt und ab dem achten Bund fretless ausgelegt, während der zweite Hals mit sieben Saiten bestückt ist. Der dritte Hals ist als 4-saitiger E-Bass ausgelegt, wobei die Saiten E und A bundlos, D und G hingegen bundiert sind. Außerdem sind über den Korpus 13 Harfensaiten gespannt.
Vai ist sozial engagiert und hilft mit seiner 1988 mit Richard Pike gegründeten Vereinigung „Make A Noise Foundation“ Kindern und Jugendlichen, die sich normalerweise Musikinstrumente und -unterricht nicht leisten könnten.
Er ist verheiratet mit Pia Maiocco, ehemals Bassistin der Band Vixen. Der Vater zweier Söhne betreibt als Hobby eine Imkerei.

## Diskografie
Studioalben

| Jahr | Titel Musiklabel                      | Höchstplatzierung, Gesamtwochen, AuszeichnungChartplatzierungen (Jahr, Titel, Musiklabel, Platzierungen, Wochen, Auszeichnungen, Anmerkungen) | Höchstplatzierung, Gesamtwochen, AuszeichnungChartplatzierungen (Jahr, Titel, Musiklabel, Platzierungen, Wochen, Auszeichnungen, Anmerkungen) | Höchstplatzierung, Gesamtwochen, AuszeichnungChartplatzierungen (Jahr, Titel, Musiklabel, Platzierungen, Wochen, Auszeichnungen, Anmerkungen) | Höchstplatzierung, Gesamtwochen, AuszeichnungChartplatzierungen (Jahr, Titel, Musiklabel, Platzierungen, Wochen, Auszeichnungen, Anmerkungen) | Höchstplatzierung, Gesamtwochen, AuszeichnungChartplatzierungen (Jahr, Titel, Musiklabel, Platzierungen, Wochen, Auszeichnungen, Anmerkungen) | Anmerkungen                                                 |
| Jahr | Titel Musiklabel                      | DE | AT | CH | UK | US | Anmerkungen                                                 |
| ---- | ------------------------------------- | --- | --- | --- | --- | --- | ----------------------------------------------------------- |
| 1984 | Flex-Able Epic                        | — | — | — | — | — | Erstveröffentlichung: Januar 1984 Verkäufe: + 400.000       |
| 1990 | Passion and Warfare Epic / Relativity | — | — | CH35 (3 Wo.)CH | UK8 Silber · (10 Wo.)UK | US18 Gold · (25 Wo.)US | Erstveröffentlichung: 22. Mai 1990 Verkäufe: + 1.157.000    |
| 1993 | Sex & Religion Epic / Relativity      | DE53 (9 Wo.)DE | — | CH26 (3 Wo.)CH | UK17 (6 Wo.)UK | — | Erstveröffentlichung: 27. Juli 1993 Verkäufe: + 182.069     |
| 1996 | Fire Garden Sony                      | — | — | — | UK41 (2 Wo.)UK | US106 (2 Wo.)US | Erstveröffentlichung: 17. September 1996 Verkäufe: + 88.432 |
| 1998 | Flex-Able Leftovers Sony              | — | — | — | — | — | Erstveröffentlichung: 10. November 1998 Verkäufe: + 14.913  |
| 1999 | The Ultra Zone Epic                   | — | — | — | — | US121 (1 Wo.)US | Erstveröffentlichung: 7. September 1999 Verkäufe: + 41.395  |
| 2005 | Real Illusions: Reflections Epic      | — | — | — | — | US147 (1 Wo.)US | Erstveröffentlichung: 22. Februar 2005 Verkäufe: + 70.000   |
| 2012 | The Story of Light Favored Nations    | DE79 (1 Wo.)DE | AT67 (1 Wo.)AT | — | — | US78 (1 Wo.)US | Erstveröffentlichung: 14. August 2012                       |
| 2016 | Modern Primitive Epic                 | — | — | CH77 (1 Wo.)CH | — | — | Erstveröffentlichung: 24. Juni 2016                         |
| 2022 | Inviolate Favored Nations             | DE65 (1 Wo.)DE | — | CH25 (2 Wo.)CH | — | — | Erstveröffentlichung: 28. Januar 2022                       |
| 2023 | Gash Favored Nations                  | — | — | CH61 (1 Wo.)CH | — | — | Erstveröffentlichung: 27. Januar 2023                       |

## Auszeichnungen (Auswahl)
Steve Vai erhielt für seine musikalischen Veröffentlichungen und innovative Beiträge folgende Preise und Auszeichnungen:
| - Grammy Awards: 1993, 2002, 2008 - TCE Awards: 2012 - Guitarplayer Magazine: 1986, 2× 1987, 1988, 1989, 4× 1990, 7× 1995 - Guitar World: 1989, 4× 1990 - International Music Award: 1990 - Select Magazin: 3× 1990 - Guitar for the practicing Musician: 1986, 1987, 1988, 2× 1990, 1993 - Kerrang: 1989, 1990, 1993 | - Young Guitar: 1991, 1997 - Rock Brigade Brazilian Magazine: 1996, 1997 - RAW: 5× 1990 - Player: 1995 - Making Music: 3× 1990 - Metal Hammer: 1990 - California Music Awards: 2001 - Golden Stag Awards Romania: 2009 |